# Ridge (Hertfordshire)
Ridge – wieś w Anglii, w hrabstwie Hertfordshire, w dystrykcie Hertsmere. Leży 17 km na południowy zachód od miasta Hertford i 21 km na północ od centrum Londynu.